# Naďa Konvalinková
Naďa Konvalinková (ur. 18 kwietnia 1951 w Pradze) – czeska aktorka teatralna, filmowa, telewizyjna i głosowa.
Po uzyskaniu w 1973 roku absolutorium na Wydziale Teatralnym Akademii Sztuk Scenicznych w Pradze podjęła pracę w Teatrze Josefa Kajetána Tyla w Pilżnie, skąd w 1976 roku przeszła do teatrów praskich. Prowadzi audycje radiowe i telewizyjne programy dla dzieci, zajmuje się także dubbingiem.

## Wybrana filmografia
- 1976: Honza małym królem (Honza málem králem) jako Marjanka
- 1978: Adela jeszcze nie jadła kolacji (Adéla ještě nevečeřela) jako Květuška Bočkova
- 1983: Serdeczne pozdrowienia z Ziemi (Srdečný pozdrav ze zeměkoule) jako Jiřinka
- 1985: Sławne historie zbójeckie (Slavné historky zbojnické) jako Agneša (serial)
- 1993: Dzieci swinga (Swing Kids) jako kobieta z cukierni
- 2006: Obsługiwałem angielskiego króla (Obsluhoval jsem anglického krále) jako siostra